# シュンクシタカラ湖

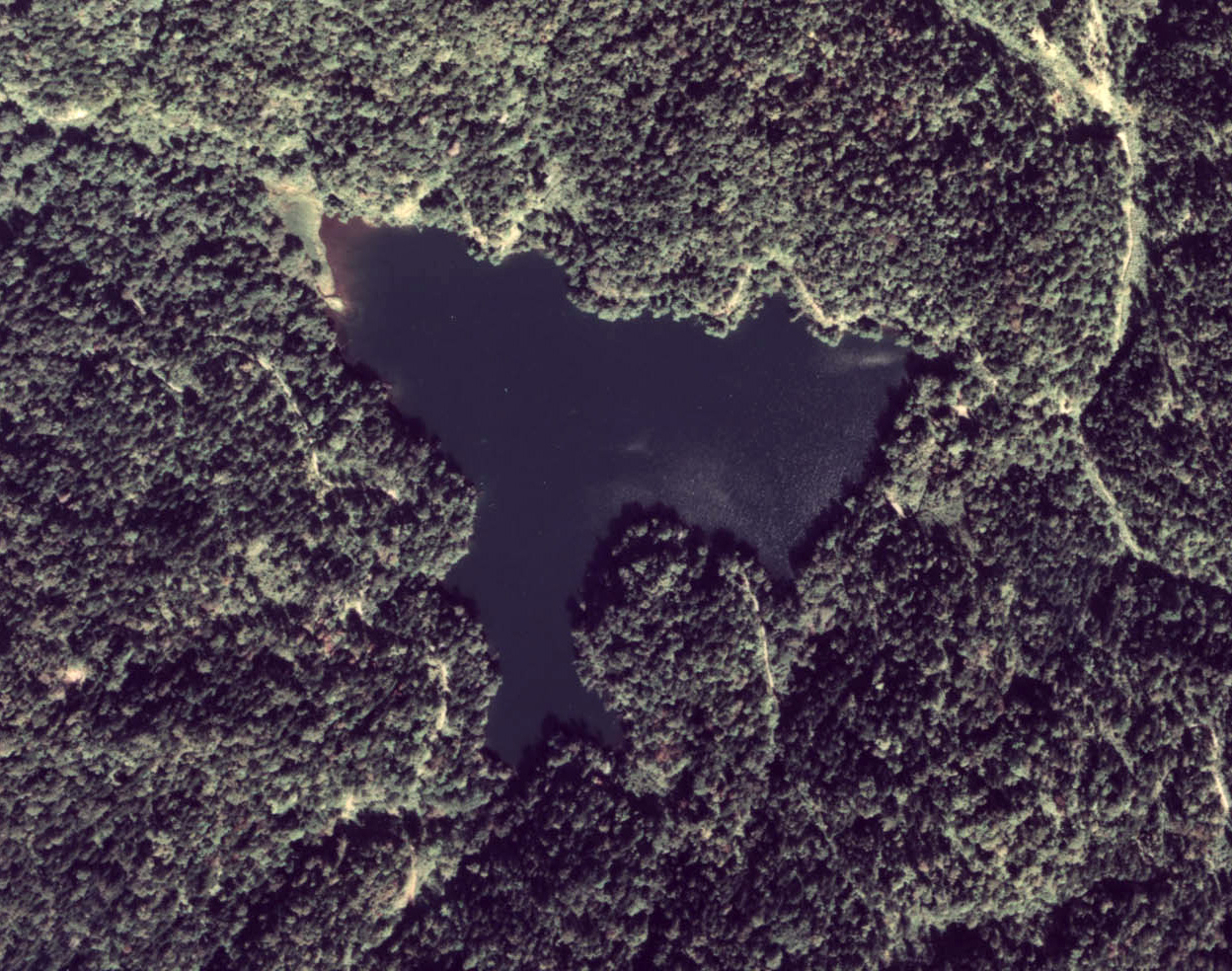
シュンクシタカラ湖の空中写真。
（1977年撮影）

シュンクシタカラ湖（シュンクシタカラこ）は、北海道釧路市阿寒町にある湖である。
1970年代に、人工衛星によってその存在が確認された湖で、2007年現在、日本国内最後に発見された湖とされる。しかし、地元の人々はそれ以前より湖が存在することを知っており、1920年の「国土地理院5万分の1地図」にも「シュンクシタカラ沼」と表記がある。
近くにはシュンクシタカラ川（舌辛川の支流）があるものの、湖とはつながっていない。水は周囲の山々から流れ込むが、流れ出す川がなく、全容についてはいまだほとんど解明されていない。
湖水の透明度は高く、湖底に沈んでいる巨木が水面から垣間見られる。

## 地理
アイヌ語で「シュンク」はエゾマツを意味するが、「シタカラ」の語源には諸説ある。近隣にあるアイヌ語地名「舌辛」の由来としては、明治期の『永田地名解』には「シタ・カラ」（犬の子を産みたる処）と記録される。アイヌ語地名研究者の山田秀三はアイヌの古老・八重九郎から「シタッ・カラ」（ダケカンバを採る川）との説を得ている
また、アイヌの伝承として「ある人が土地をもらって川の縁に住んだところ、夜明けに鶴の飛ぶ高さで「シタカラシタカラ」と鳴きながら飛んでいく神様を見た」という逸話もある。
湖の周囲は針広混交樹林の原始林であり、エゾライチョウ、エゾシカをはじめ多彩な鳥獣が生息している。これらのことから、北海道によって「シュンクシタカラ鳥獣保護区」（森林鳥獣生息地）に指定されている。
70年代にはヒメマスの放流が行われたこともあったが、僻遠すぎるという理由で中止になった。

## 交通
湖にはシュンクシタカラ林道等の林道（未舗装、ダート）が通じている。この林道は、湖の発見にちなんで「発見沢林道」とも呼ばれる。
同林道は、分岐に案内表示等がなく、また、崖部分にもガードレール等が整備されていないため、車輌滑落の恐れがある。約21キロ区間は完全な無人地帯で、周辺はヒグマの棲息地である。携帯電話は各社電波が通じず一切使えない。
同林道は2012年7月現在、倒木・雨による流失・残雪による崩落などで通行止である。そのため、湖へ行くには、雄別経由で北陽ヘルプナイ林道経由（ゲートは閉まっているがそのすぐ横の道から車が入れる）か、雄別林道～大石沢林道経由（T字路に差し掛かったら右折）で行く必要がある。
道が開けると左側にもえい橋が見えてくるので、その橋を越えて左折すると、右側に沼の沢林道の案内表示がある。そこから2kmほど、沢伝いに急な登り坂を登り切ると、眼下に湖が現れる。

## ギャラリー

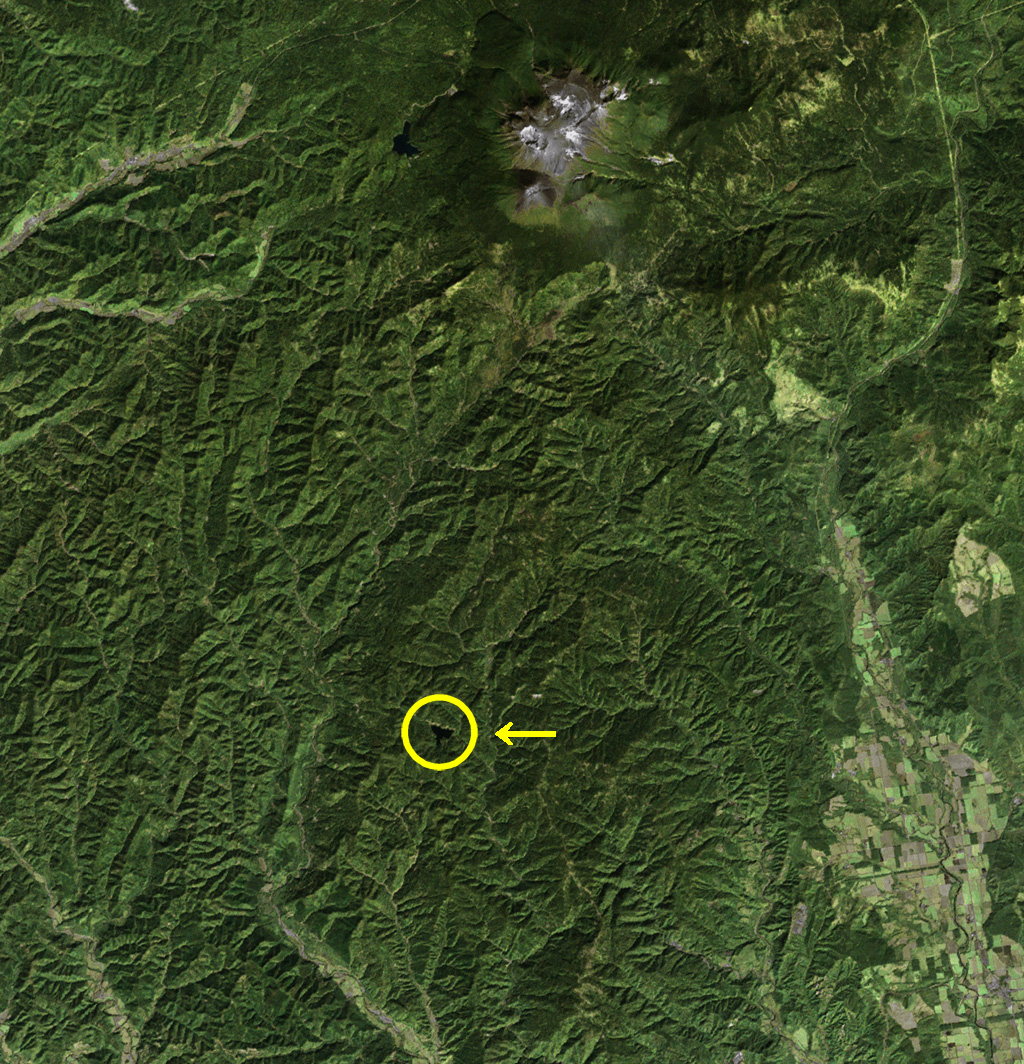
ランドサットによる衛星写真。黄色い円内にシュンクシタカラ湖を確認できる。
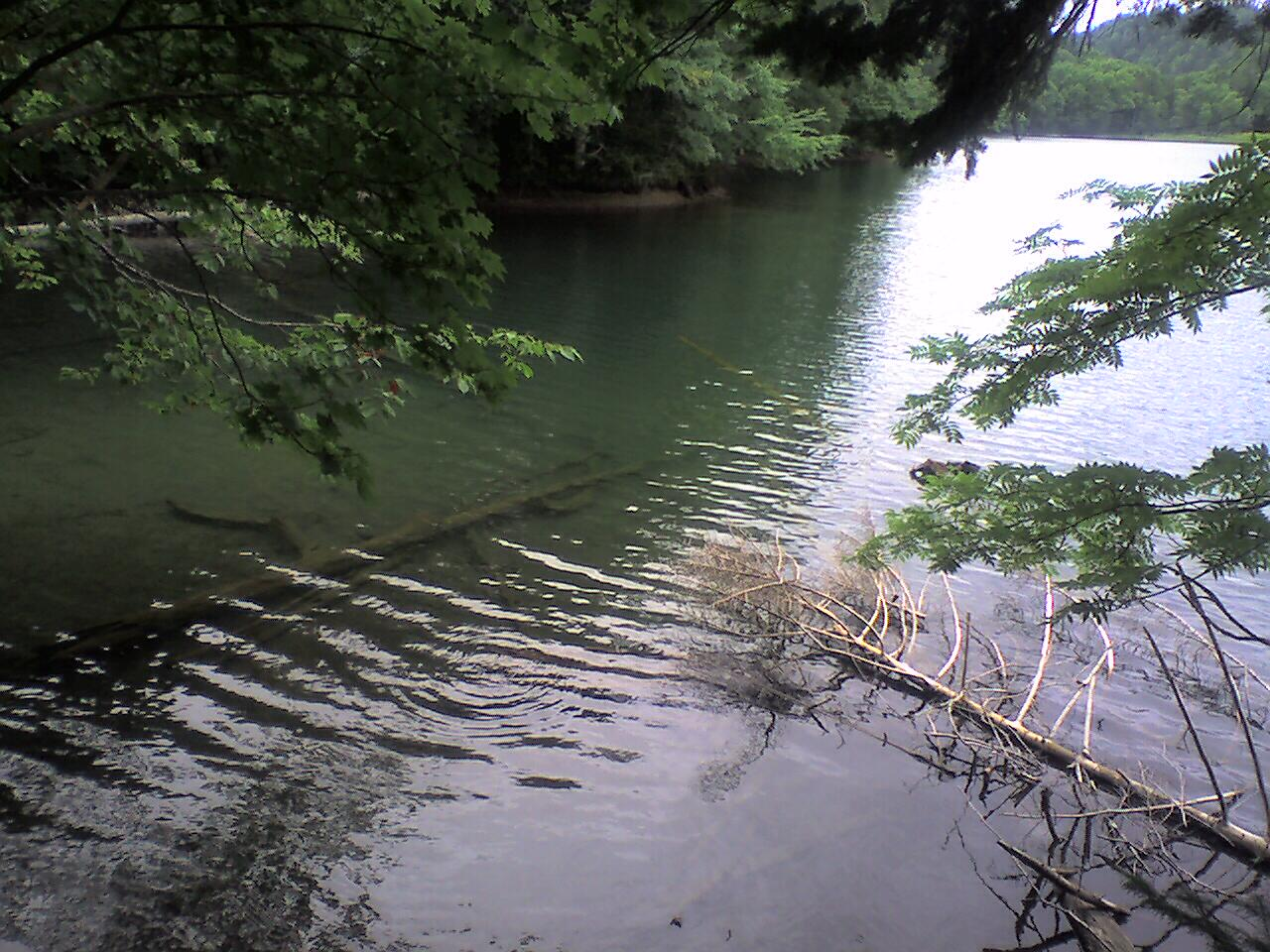
湖底に沈む倒木が見えるほど澄んだ水

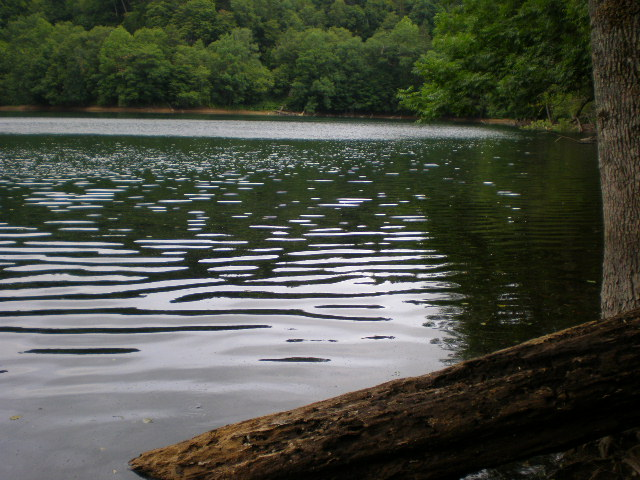
湖面に降り立った画像